# 张宏江
张宏江（1960年—）是一位中国计算机科学家。

## 生平
生于湖北武汉，11岁时随家人移居河南叶县。1982年毕业于郑州大学无线电系。后来取得丹麦科技大学电子工程博士学位。2006年任微软亚太研发集团首席技术官、微软亚洲工程院院长，2011年10月至2016年12月任金山软件CEO，2018年11月任北京智源人工智能研究院理事长。他被认为是计算机视频检索研究领域的“开山鼻祖”。

## 荣誉
- 2003年11月，当选美国电气电子工程协会院士；
- 2007年12月，当选美国计算机协会院士；
- 2008年2月，获得“2008年度美国亚裔工程师奖”；
- 2010年3月，获得微软公司授予的“杰出科学家”职称；
- 2010年6月，因在多媒体分析、检索研究领域的突出成就获得美国电气电子工程协会授予的“技术成就奖”；